# Teknolog

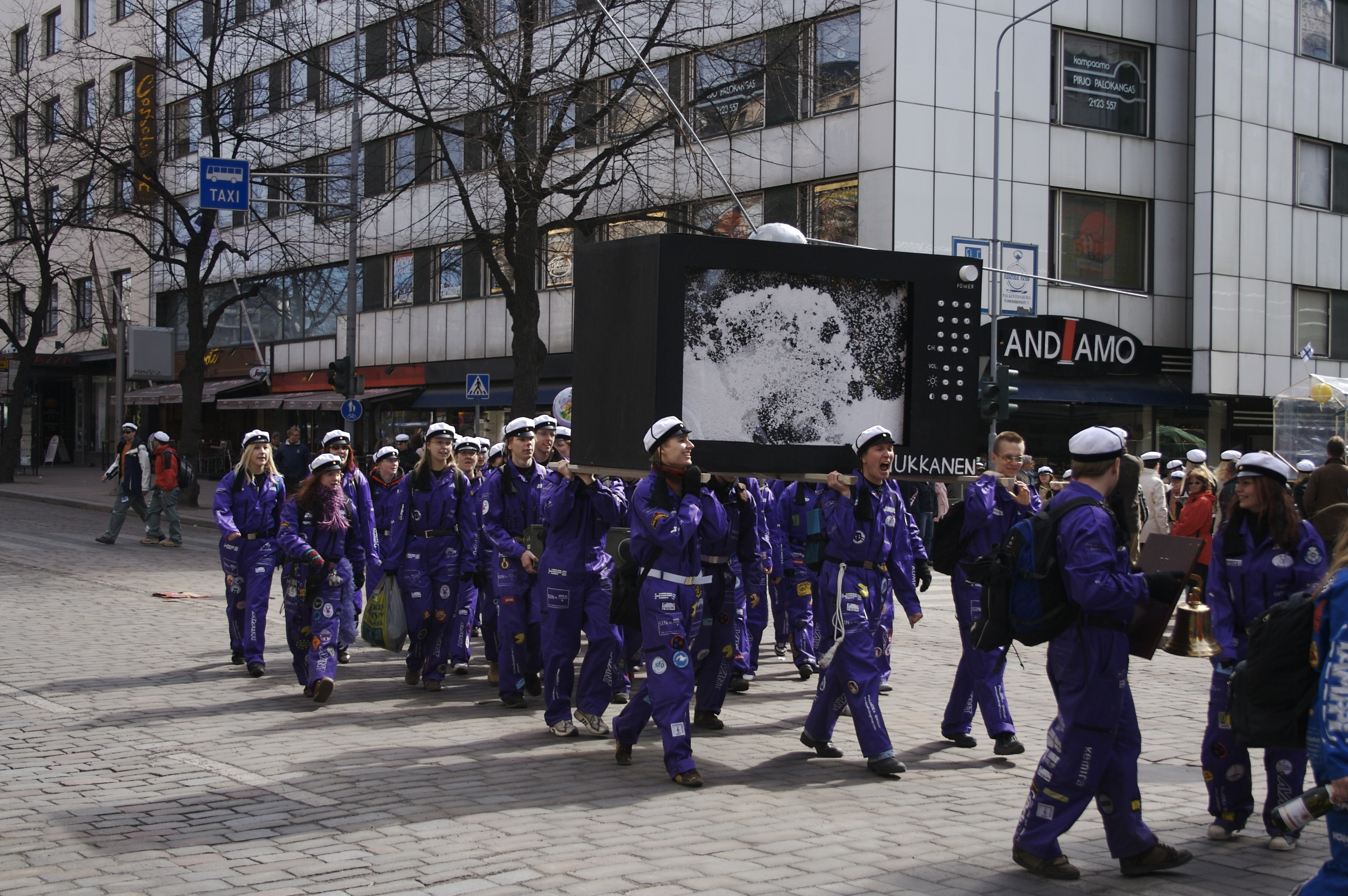
Finska teknologer

En teknolog är en student vid teknisk högskola eller motsvarande. Begreppet är särskilt vanligt förekommande i Sverige och Finland.
Enligt studentikos tradition kallas teknologer vid flera tekniska högskolor vid personnamn, oavsett deras egentliga namn. Namnen åsyftar idag fiktiva teknologer, och är vanligt förekommande i räkneexempel och övningsproblem.
- Chalmerister kallas Emil och Emilia.
- Linköpingsteknologer kallas Linus och Linnea.
- KTH-teknologer kallas Osquar och Quristina.  Om teknologen har obestämt kön betecknas hen Osquarina.
- LTH-teknologer kallas Truls och Trula.
- UmU-teknologen kallas Pelle från Helix.
- Uppsala-teknologer kallas Civ och Civerth, kan även kallas Civan. Ytterligare en teknolog kan heta Cociv, Cociverth eller Cocivan.
- Köpenhamnsteknologer kallas Jens.
- Teknologer vid Åbo Akademi kallas Axel och Stina.
- För de flesta finskspråkiga teknologerna i Finland är det generiska namnet Teemu Teekkari. Kvinnliga formen varieras, men är oftast Tiina Teekkari. Bara studenter av den andra eller någon högre årskurs kallas teknolog. Studenter i den första årskursen kallas fuksi alt. phuksi.[3]
- Teknologer vid Teknologföreningen vid Aalto-universitetet kallas Svakar och Svatta. I likhet med den finskspråkiga terminologin kallas första årets studerande phuxar.
- LTU-teknologer har inga tillnamn.